# Liridona Syla
Liridona Syla (ur. 5 lutego 1986 w Srbicy) – reprezentantka Kosowa w piłce nożnej kobiet od 2017 roku.